# 腿龍屬
腿龍屬又稱肢龍、稜背龍，在希臘文意為「腿蜥蜴」。腿龍是種四足、有較少骨板、草食性的恐龍，身長約4公尺。牠們生存於侏儸紀早期（赫唐階到錫內穆階），約1億9960萬年前到1億9,400萬年前。腿龍的化石發現於英格蘭與美國亞利桑那州。腿龍被稱為最早的完整恐龍。腿龍與其近親已在三個大陸上發現。
理查·歐文（Richard Owen）在1859年敘述、命名腿龍。目前只有一個有效種，哈里斯腿龍（S. harrisonii），但過去幾年已經有其他種被推測屬於腿龍。腿龍是裝甲亞目的最原始物種之一，牠們在裝甲亞目的正確位置已經爭論了150年。這種狀況因為缺乏對於腿龍近親的了解而毫無幫助。

## 敘述

腿龍與人類的體型比較

完全成長的腿龍，與其他恐龍相比相當小。有些科學家估計腿龍身長4公尺。腿龍是四足恐龍，後肢較前肢長。牠們可能以後肢支撐身體，以吃樹上的樹葉；但腿龍的前腳掌與後腳掌一樣大，顯示牠們有幾乎四足的姿勢。腿龍有四個腳趾，最內側的腳趾是最小的。

### 頭顱
不像晚期的甲龍下目恐龍，腿龍的頭顱骨低矮、呈三角形，長度比寬度長，類似原始鳥臀目恐龍。腿龍的頭部小，而頸部比大部分裝甲恐龍的頸部長。
如同其他裝甲亞目恐龍，腿龍是草食性動物，並擁有非常小、葉狀頰齒，適合咀嚼植物。一般認為牠們進食時，是以下頜單純的上下移動，讓牙齒與牙齒間產生刺穿-壓碎的動作。不像晚期的甲龍類，腿龍頭顱有五對洞孔，這特徵可見於原始鳥臀目恐龍；而牙齒較晚期的裝甲恐龍更像葉狀。

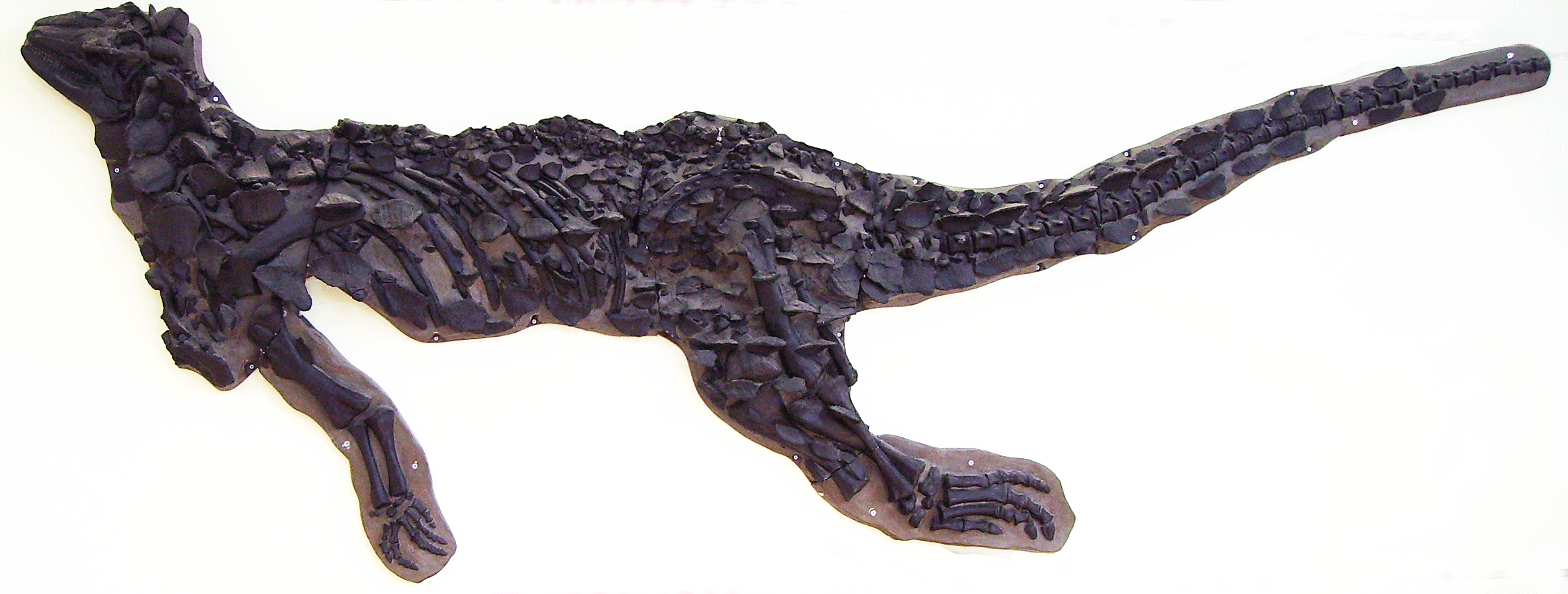
一個腿龍的幾乎完整骨骸 - 查茅斯遺產海岸中心

### 裝甲
腿龍最獨特的特徵是牠們的裝甲，由嵌在皮膚裡的骨質鱗甲構成。這些皮內成骨（Osteoderms）以平行方式沿者身體排列。皮內成骨也存在於鱷魚、犰狳、以及某些蜥蜴的皮膚裡。這些皮內成骨有兩種形狀、大小。大部分是小、平坦的骨板，但也有較厚的鱗甲。這些鱗甲沿者頸部、背部、臀部以平行、規則排列，而四肢與尾巴上有較小的鱗甲排列者。腿龍側面的鱗甲呈圓椎狀，而非小盾龍的刀鋒狀皮內成骨，這特徵可用來辨認腿龍。腿龍頭後方擁有一對三尖狀的鱗甲。與較晚期的甲龍下目恐龍相比，腿龍有較少的鱗甲。
目前已發現腿龍的化石化皮膚痕跡。腿龍的骨質鱗甲之間有圓形鱗甲，類似希拉毒蜥。在大型鱗甲之間，有非常小（5到10公釐）的平坦粒塊分布於皮膚間。在較晚期的甲龍下目恐龍裡，這些小型鱗甲可能發展得較大，並固定至多個皮內成骨形成的骨板，例如甲龍。這個時期的獸腳亞目恐龍並未發展出強壯肌肉與銳利牙齒，因此腿龍的鱗甲可提供足夠的防禦。

### 食性
腿龍以及牠的侏儸紀近親是草食性動物。然而，其他鳥臀目恐龍擁有可磨碎植物的牙齒，腿龍有較小、較不複雜的牙齒與頜部，頜部只能有單純的上下的動作。在這方面，腿龍類似劍龍科，劍龍科恐龍也有原始的牙齒與簡單頜部。如同其他劍龍類，腿龍因為缺乏咀嚼能力，牠們可能吞食胃石以協助磨碎食物，與現代鳥類與鱷魚的方式一樣。牠們的食性可能是以樹葉與水果為主，而禾本科植物直到白堊紀才出現，此時腿龍已經滅亡。

## 分類

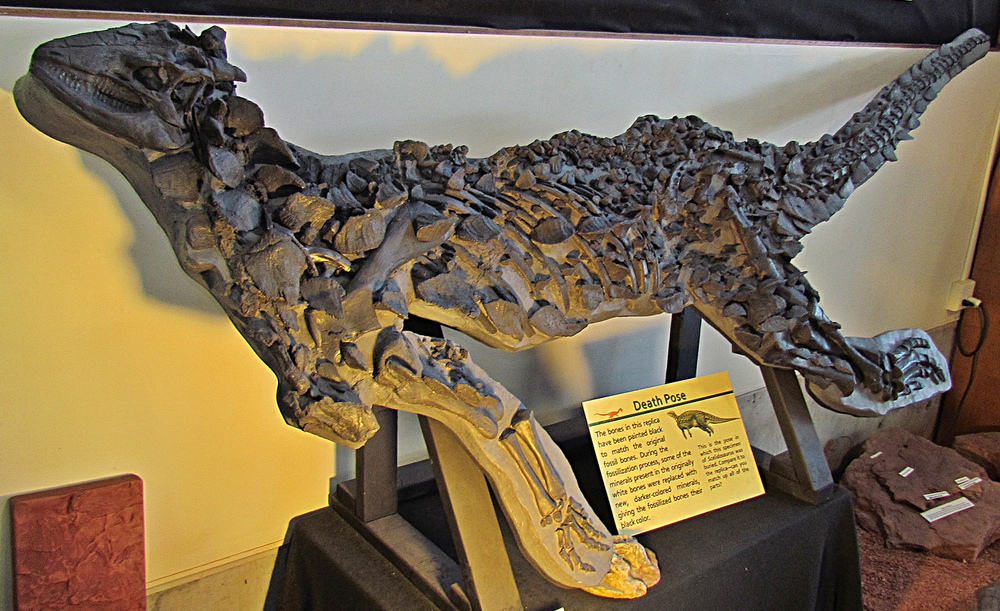
腿龍的化石模型－猶他州

腿龍是種鳥臀目恐龍，並曾被分類於劍龍下目或甲龍下目之中，而爭論仍在進行中。腿龍目前被認為較親近於甲龍科，而離劍龍科較遠，並為一種真正的甲龍類；或是劍龍類與甲龍類兩個支系的共同基礎恐龍。目前很少將腿龍分類於劍龍下目，但可於較早期的分類書上看到。儘管腿龍被分類於甲龍下目，牠們仍有與劍龍的類似處，包括最高點為臀部的沈重身體，以及背上的平行骨板。
腿龍科（Scelidosauridae）名稱來自於腿龍，腿龍科是群原始鳥臀目恐龍，與劍龍類與甲龍類的祖先親緣關係接近。除了腿龍以外，腿龍科演化支還包括卞氏龍、可能還有小盾龍。在1869年，愛德華·德林克·科普（Edward Drinker Cope）提出這個演化支的概念；而在2001年，中國古生物學家董枝明發現卞氏龍與腿龍有相似處後，提出腿龍科的正式名稱。腿龍科化石已發現於侏儸紀早期地層，並可能存活到侏儸紀晚期。腿龍科化石已在中國、英格蘭、以及亞利桑那州等地發現。有些古生物學家認為腿龍科是並系群，但麥可·班頓（Michael J. Benton）在2004年將腿龍科列為單系群。
在裝甲亞目中，比腿龍還原始的化石紀錄很稀少。最原始的小盾龍化石發現於亞利桑那州，牠們是比腿龍還早的裝甲亞目恐龍，在機能上是二足恐龍。在法國發現了一個1億9500萬年前的足跡化石，可能屬於一隻早期裝甲恐龍。這些原始裝甲亞目的祖先，在侏儸紀早期間，從類似賴索托龍的早期鳥臀目恐龍演化而來。

### 種
哈里斯腿龍（S. harrisonii）是目前唯一承認的種，由理查·歐文所敘述，根據數個幾乎完整的骨骸。第二個種奧氏腿龍（S. oehleri）發現於侏羅紀早期（錫內穆階）的下祿豐組，由D.J. Simmons在1965年所命名。D.J. Simmons將這化石歸類於獨立的大地龍屬，但史賓賽·盧卡斯（Spencer G. Lucas）在1996年將這化石移動到於腿龍屬。雖然這化石是破碎的，奧氏腿龍現在仍被認定是大地龍。

## 發現歷史

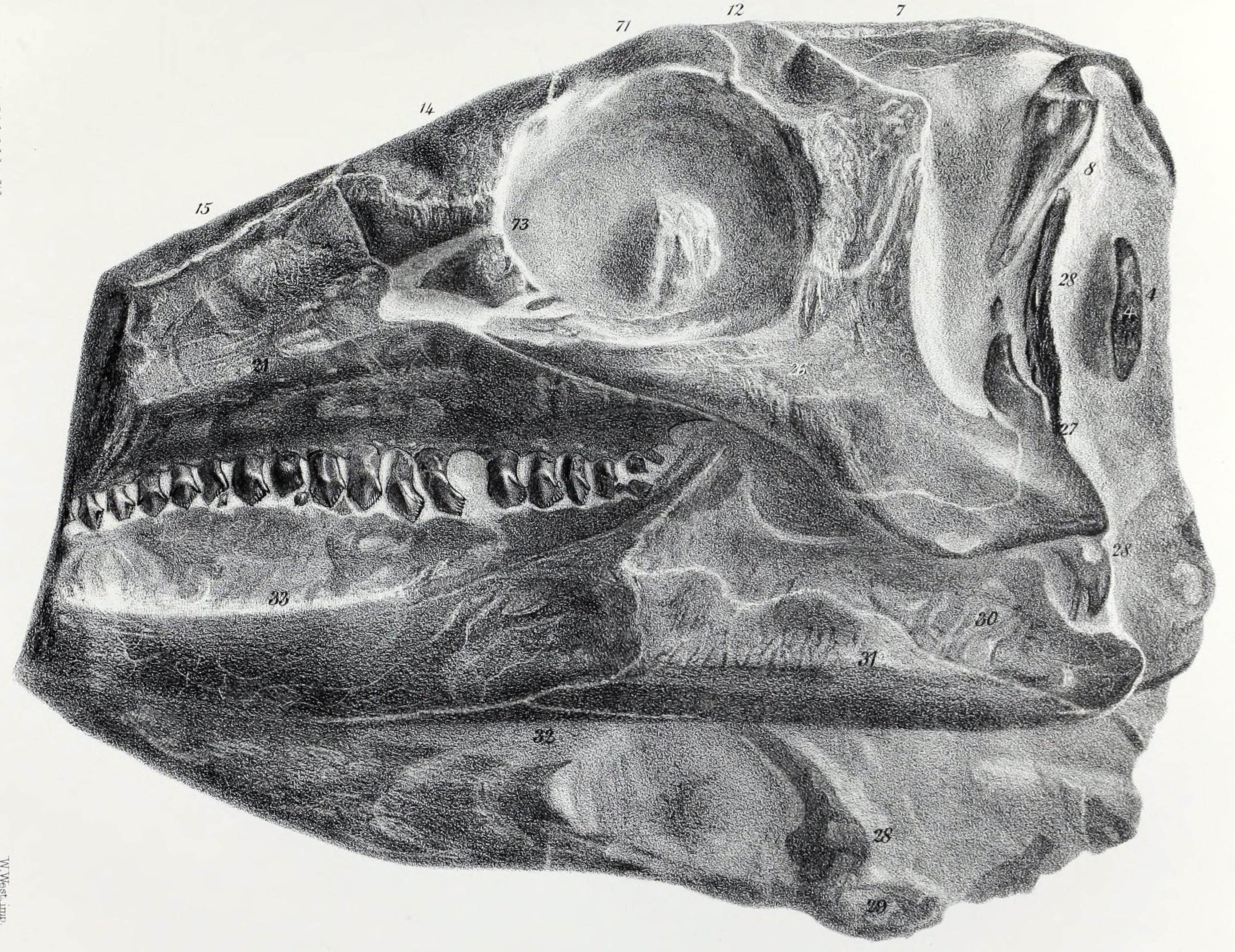
腿龍的部分頭顱骨素描，由理查·歐文所繪製

在1858年，當英格蘭查茅斯的詹姆斯·哈里斯（James Harrison）在位於查茅斯與萊姆里吉斯間的黑崖（Black Ven）挖掘時，他可能是為了挖掘製造水泥的材料，他發現了四肢骨頭的化石碎片。他將化石交給倫敦自然史博物館的理查·歐文（Richard Owen）教授。稍晚在同一地點發現的化石，挖出一個幾乎完整的骨骸。該挖掘地點的年代估計屬於錫內穆階，約1億9960萬到1億9400萬年前。理察·歐文在1859年命名這些化石為腿龍屬（Scelidosaurus）；然而，直到1863年才有了完整的敘述。但這些腿龍化石中有部份獸腳類的化石，直到1968年才被發現。在1888年，理查德·萊德克（Richard Lydekker）將膝蓋關節選為腿龍的選模標本（Lectotype）。

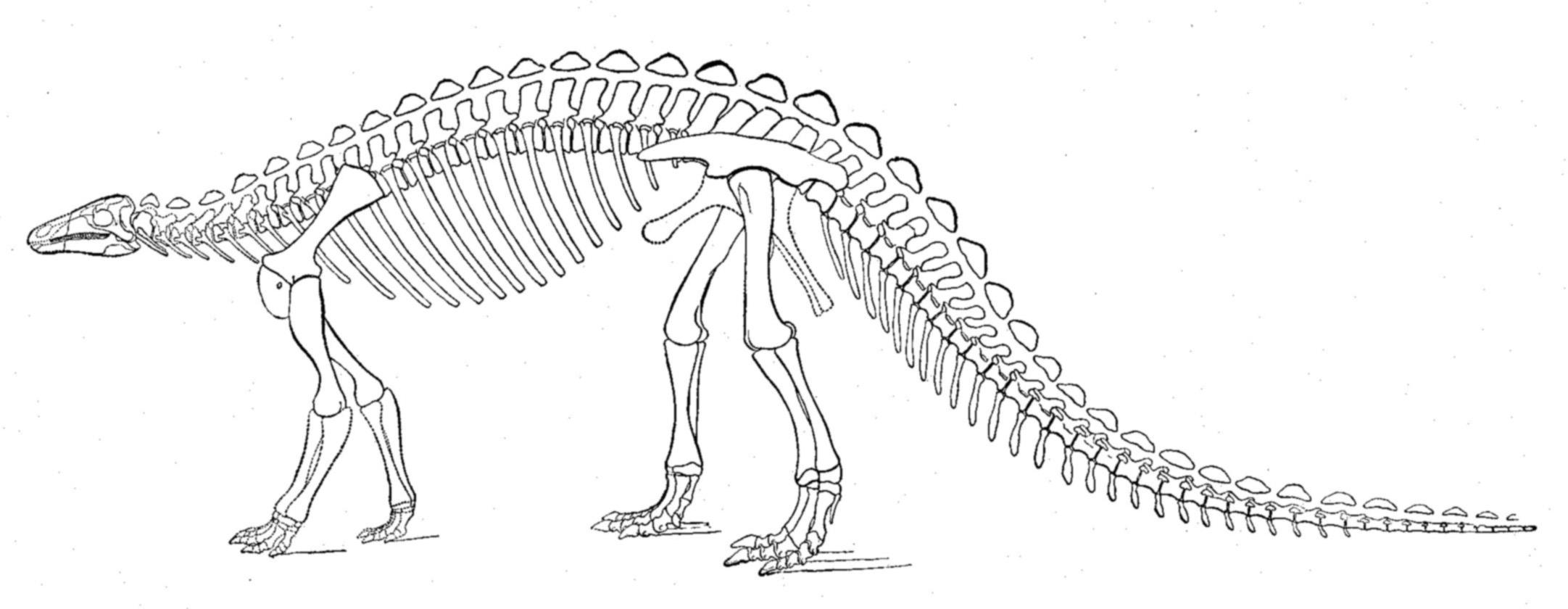
早期的腿龍骨骼想像圖

許多年來，充滿謎題的腿龍化石造成一些關於腿龍分類上的爭論。在60年代以前，Von Zittel、Swinton、以及Appleby等人分別將腿龍分類於劍龍下目。在一個1968年的研究裡，阿爾弗雷德·羅默（Alfred Sherwood Romer）認為腿龍屬於甲龍下目。在1977年，昆士蘭大學的Richard Thulborn將腿龍重新分類為鳥腳下目恐龍，認為牠們類似腱龍與禽龍。Thulborn提出腿龍是種已適應奔跑的輕型、二足恐龍；然而他的理論已經被否定了。
在1968年，當B. H. Newman向國際動物命名法委員會申請腿龍的選模標本為膝蓋關節時（由萊德克提出），遭到官方的撤回，因為這些關節來自於斑龍類。在1995年，Wells等人將這些骨頭，包含一個股骨與部份脛骨，非正式地重新歸類於米魯龍。
在1989年，在亞利桑那州北部的卡岩塔組（格蘭峽谷生物群）發現了鱗甲化石，經辨認後屬於腿龍，被標名為腿龍屬的未分類標本。這些鱗甲有助於將卡岩塔組定年為約1億9960萬到1億9650萬年前。這些鱗甲並建立了歐洲與亞利桑那州格蘭峽谷的地理連結，先前的腿龍化石都發現於歐洲。但有些科學家對於鱗甲是否屬於腿龍，仍有所爭論。
在2000年，大衛·馬提爾（David M. Martill）等人在一個腿龍標本上發現了軟組織的存在。這些化石是在碳酸鹽泥岩中發現，由8個尾椎構成，地質年代為晚赫唐階到錫內穆階。部分化石以這樣的方式保存下來，以致於在脊椎附近有一層清晰可見的軟組織，並呈現出鱗甲上的表皮層（Epidermal layer）。馬提爾等人提出結論，認為所有原始裝甲恐龍的皮內成骨由一層堅硬的皮膚角質層所覆蓋。

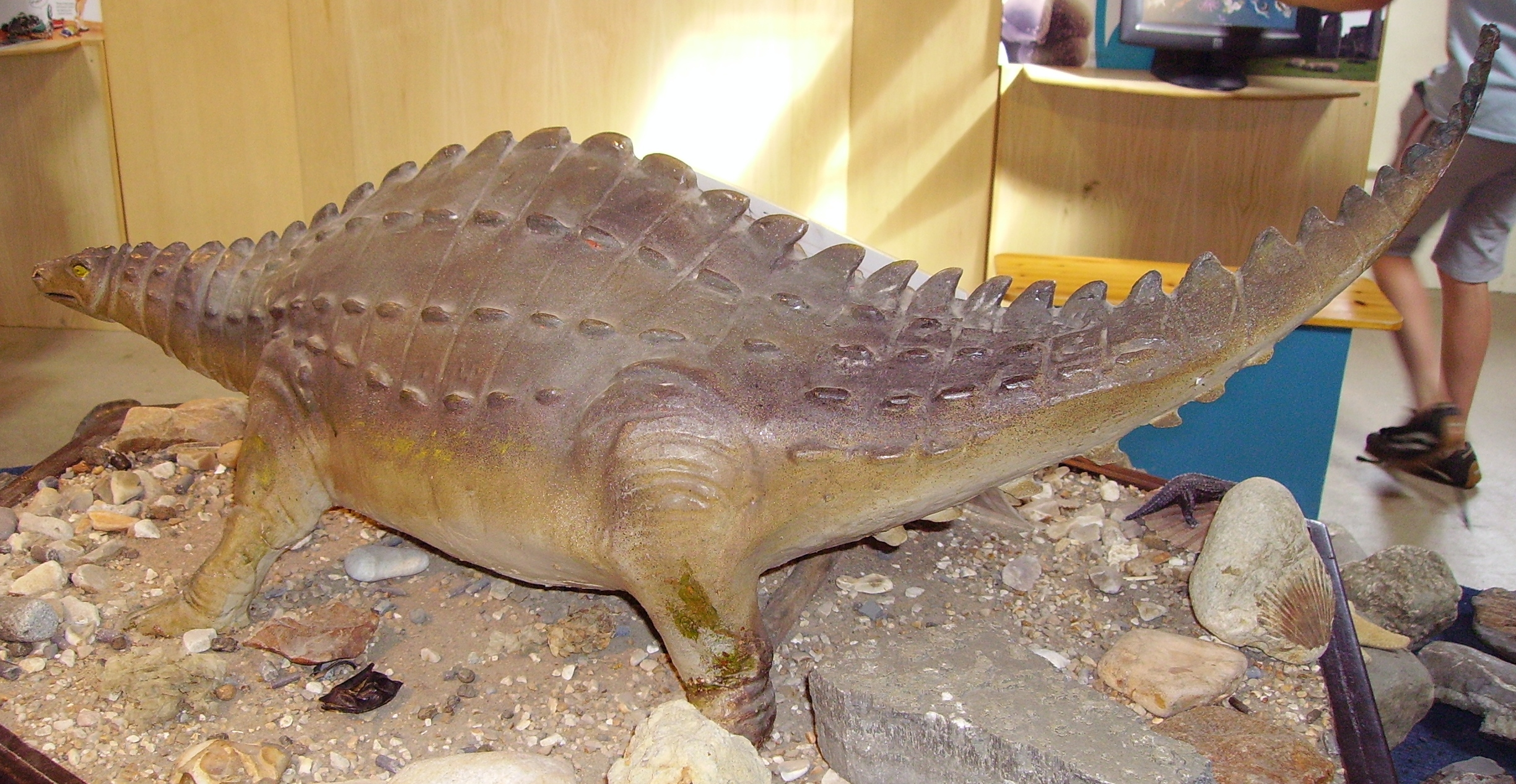
哈里斯腿龍模型 - 查茅斯遺產海岸中心

## 大眾文化
腿龍並沒有牠們的遠親劍龍與甲龍一樣著名，所以牠們不常在大眾媒體中出現。腿龍在任天堂的遊戲《侏羅紀公園3：公園建造者》中出現，玩家必須控制一群恐龍，包含腿龍在內。腿龍也是英格蘭查茅斯查茅斯遺產海岸中心的主要展出物之一。查茅斯遺產海岸中心展示了兩個腿龍的模型，腿龍的化石就是從查茅斯地區發現。

## 外部連結
- Ankylosauromorpha （页面存档备份，存于）
- 腿龍科
- 腿龍 @DinoRuss web-site （页面存档备份，存于）
- 鳥臀目
- See also DinoData's 腿龍 （页面存档备份，存于） (registration required, free).